# Ficus dendrocida
Ficus dendrocida es una especie de planta de la familia Moraceae, nativa de Brasil, Colombia, Panamá y Venezuela.
Es polinizado por avispas de los higos de los géneros Pegoscapus o Pleistodontes.

## Taxonomía
Ficus dendrocida fue descrita por Karl Sigismund Kunth y publicada en Nova Genera et Species Plantarum 2: 46, en 1817.
Etimología
Ficus: nombre genérico que se deriva del nombre dado en latín al higo.
dendrocida: epíteto que significa mataárboles.
Sinonimia
- Ficus arboricida Schult.
- Ficus dendroctona Spreng.
- Ficus elliptica Kunth
- Pharmacosycea dendroctona Miq.
- Urostigma ellipticum Miq.[3]

## Nombres comunes
- matapalo de Mompox, suan de Mompox, jagüey macho de Cuba.[4]